# Château des Rudel
Le château des Rudel est l'un des rares vestiges de l'époque médiévale à avoir été conservé lors de l'édification de la citadelle de Blaye au XVIIe siècle. Aujourd'hui réduit à l'état de ruines, ce château fort date essentiellement des XIIe et XIIIe siècles. 
Destiné à protéger la ville-forte de Blaye d'éventuelles incursions ennemies, il est bâti sur un éperon rocheux dominant de près de trente mètres l'estuaire de la Gironde.

## Présentation

### Historique
Le site occupé par l'actuel château semble avoir été fortifié dès la plus haute antiquité. Dès le IVe siècle, un castrum est mentionné par le poète Ausone. Quelques siècles plus tard, le roi d'Aquitaine Caribert II fait bâtir une première forteresse, laquelle est prise en 994 par les comtes d'Angoulême, les Rudel.
Jaufré Rudel, qualifié dans sa vida de « prince de Blaye », reste l'une des figures emblématiques de ce château. Né vers 1113, ce célèbre troubadour s'illustre par l'écriture de poèmes célébrant l'amour courtois. L'une de ses œuvres les plus connues demeure « l'amor de luenh », poème en occitan dédié, selon la tradition, à une princesse orientale. Parti en croisade, il meurt vers 1148 aux portes de Jérusalem.
Dans la seconde moitié du XIIe siècle, la seigneurie de Blaye échoit à Geoffroy II puis à son fils Geoffroy III qui meurt en 1245. Le château est alors confié à des seigneurs anglo-gascons qui administrent la place jusqu'à ce que l'Aquitaine devienne définitivement française.
Le château est assiégé durant les guerres de religion par les armées calvinistes. Il est consolidé sous le règne du roi Louis XIII avant d'être incorporé à la citadelle voulue par son successeur. En 1685, Louis XIV ordonne à Sébastien Le Prestre de Vauban de superviser les travaux d'une vaste citadelle de 38 hectares destinée à être « le verrou de Bordeaux ». Si une partie de la ville médiévale est détruite afin d'édifier la nouvelle forteresse, le château est conservé afin de servir de logis aux gouverneurs militaires de la place.
Alors qu'en 1814, les Anglais s'apprêtent à mettre le siège devant la ville, les autorités militaires décident d'araser aux deux tiers les murs de l'ancien château. Une fois la paix revenue, celui-ci n'est plus entretenu et tombe en ruine durant plusieurs décennies. 
Dans les années 1950, plusieurs pièces du château sont mises à l'abri, notamment une porte en bois de chêne ornée des armes de France datée du XVIIe siècle, actuellement visible au musée archéologique, de même que le produit de fouilles réalisées ultérieurement aux environs du château. En 2005, une subvention est accordée par le conseil général afin de préserver les ruines. Partie intégrante de la citadelle, les ruines font partie du périmètre classé monument historique le 11 mai 2009, et inscrit en juillet 2008 sur la liste du patrimoine mondial de l'Unesco au titre du Réseau des sites majeurs de Vauban,.

### Description

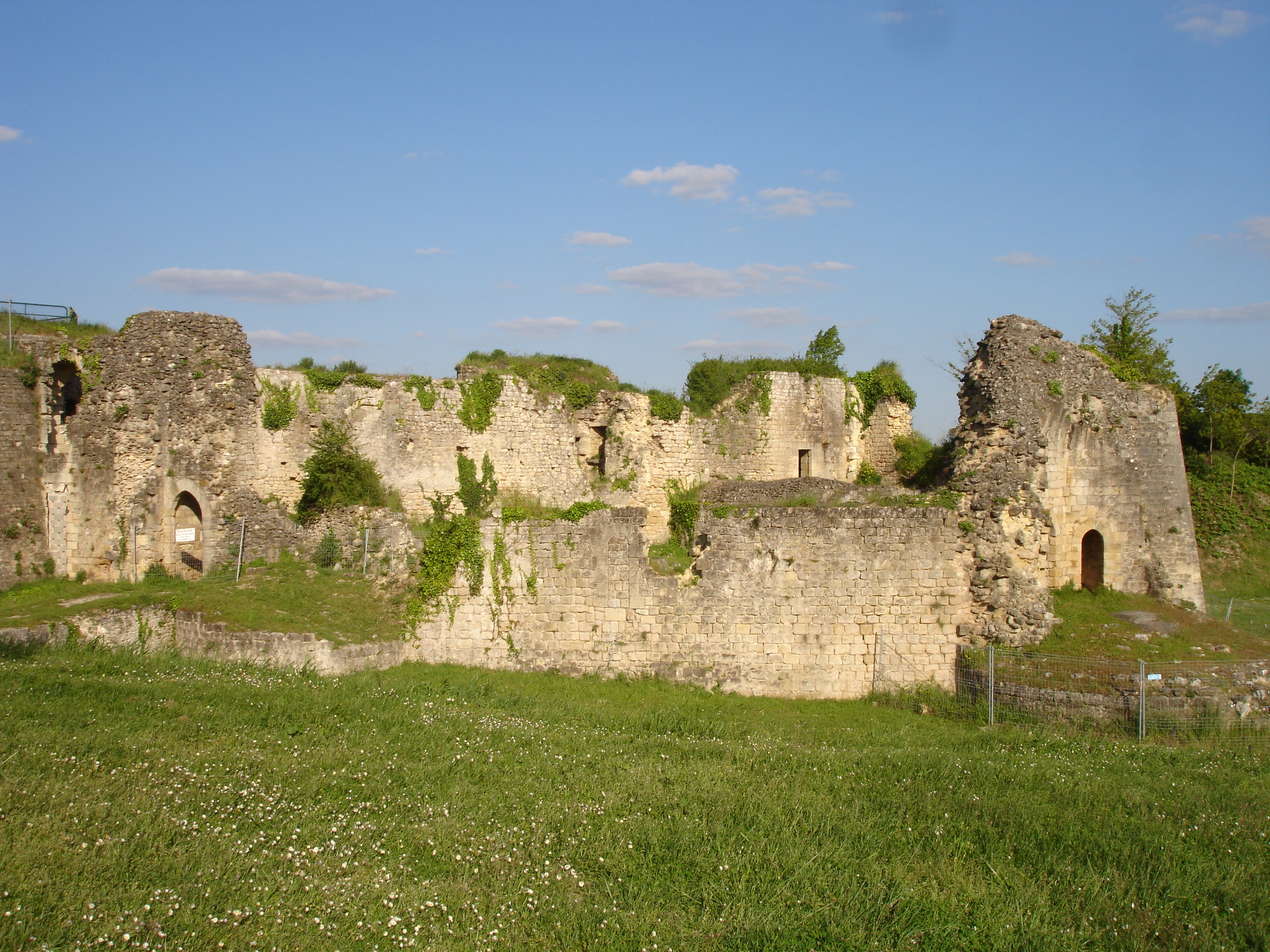
Vestiges du château-fort vus depuis l'intérieur de la Citadelle.

Le château des Rudel est un exemple atypique d'architecture castrale en région Aquitaine. Conçu sur un plan triangulaire, il se compose d'une cour centrale autour de laquelle s'articulent trois corps de bâtiments, eux-mêmes protégés par des courtines et six tours circulaires. 
Une porte équipée d'un pont-levis ouvre sur une barbacane, remaniée ultérieurement.
Malgré l'état de délabrement du bâtiment, la structure originelle reste perceptible. C'est ainsi que se retrouvent encore les six tours médiévales : celles-ci sont la tour des Rondes (au nord), la tour de Diane (au sud-ouest), la tour de la porte (à l'ouest), la tour des archives (au sud), la tour de la Cloche (au nord-est) et le donjon. 
Parmi les bâtiments disparus, les textes anciens mentionnent une chapelle Saint-Nicolas. Des vestiges de celle-ci sont retrouvés lors de fouilles archéologiques en 1959, et sont exposés au musée archéologique.